# نویکیهنا
نویکیهنا (به آلمانی: Neukyhna) یک منطقهٔ مسکونی در آلمان است که در Wiedemar واقع شده‌است. نویکیهنا ۲٬۳۷۹ نفر جمعیت دارد.